# Marian Niemiec

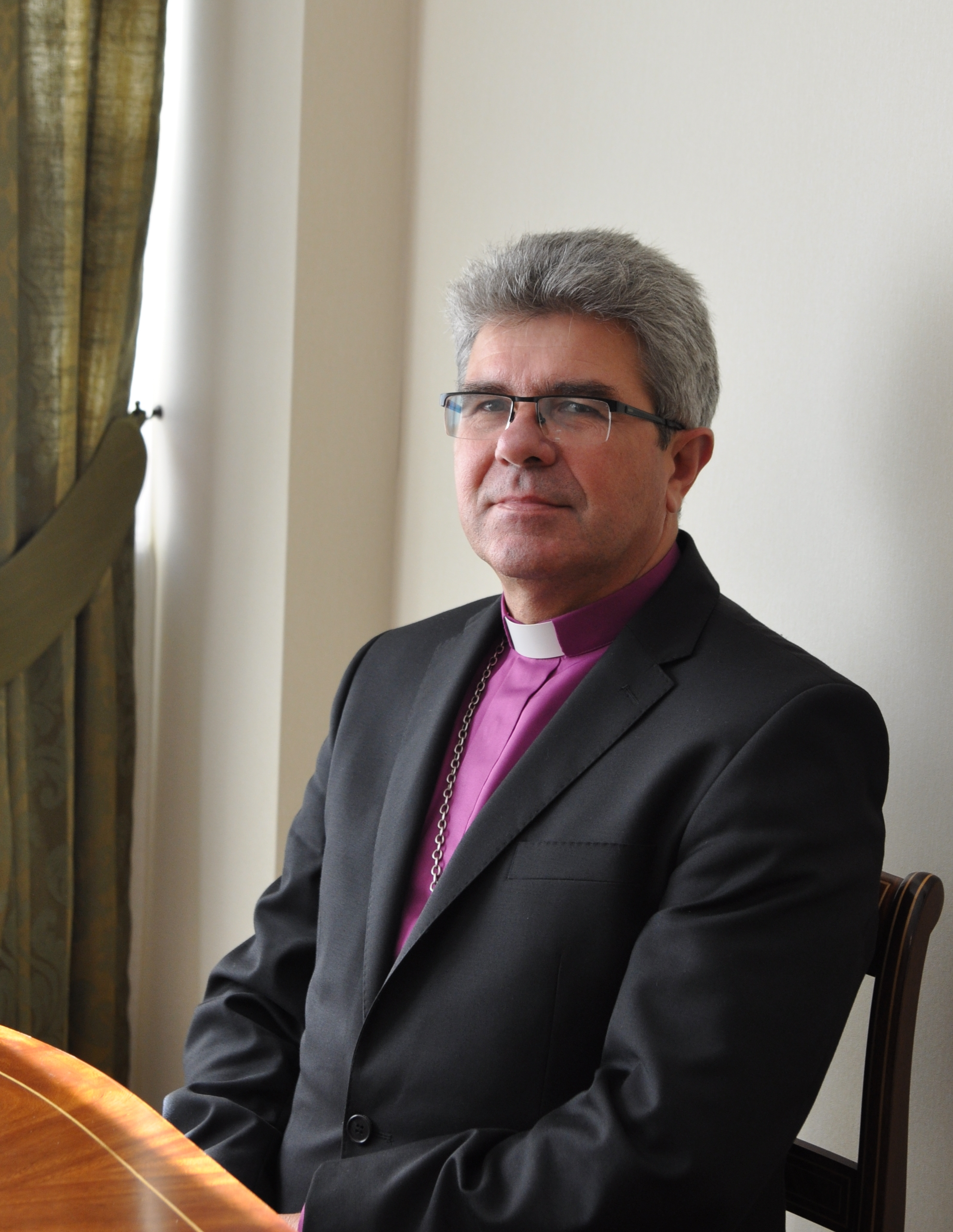
Marian Niemiec (2014)

Marian Niemiec (* 17. Februar 1961 in Kobielice (Kobielitz), Woiwodschaft Schlesien, Polen) ist ein polnischer lutherischer Theologe und seit 2014 Bischof der Diözese Katowice (Kattowitz) der Evangelisch-Augsburgischen Kirche in Polen.

## Leben und Wirken
Bis 1984 studierte Marcin Niemiec an der Christlichen Theologischen Akademie in Warschau evangelische Theologie und absolvierte ausbildungsbezogene Gemeindepraktika in Konin und Stare Bielsko (Alt Bielitz). Am 24. November 1985 wurde er in Mikołów (Nikolai) als Pfarrer der Evangelisch-Augsburgischen Kirche in Polen durch deren leitenden Bischof Janusz Narzyński ordiniert. Danach als Geistlicher in Stare Bielsko und Opole (Oppeln) tätig, besuchte er zu weiteren theologischen Studien die Universität Opole und erwarb dort im Jahre 2007 den Doktortitel in ökumenischer Theologie bei Professor Zygfryd Glaeser.
Zwischen 2002 und 2012 war Niemiec Kirchenrat der Diözese Katowice und stellvertretender Bischof. Seit 2011 war er zugleich Oberkirchenrat im Konsistorium der Evangelisch-Augsburgischen Kirche Polens in Warschau.
Ein Schwerpunkt in der Arbeit Niemiecs ist die Diakonie. So hat er ein evangelisches Hospiz und eine Ausleihstation für Rehabilitationsgeräte gegründet. Seit 2004 ist er Präses der Hospizstiftung in Opole.
Im Frühjahr 2014 wurde Niemiec zum Pfarrer der Auferstehungskirchengemeinde in Katowice berufen. Wenig später wählte ihn die Diözesansynode für eine 10-jährige Amtszeit zum Bischof der Diözese Katowice. Als Nachfolger des 2014 verstorbenen Bischofs Tadeusz Szurman wurde er am 14. September 2014 in sein Amt eingeführt.
Marian Niemiec ist verheiratet und hat zwei Kinder.